# Portable
Portable 一種為『 隨身碟選單』（PortableApps、UPP、WinPenPack、PStart）製作的綠化格式，通常與綠色軟體劃上等號，但其具有一定的格式，如：
1. 路徑中首資料夾具有單獨執行檔，故可在選單內保持單一捷徑。 
2. 資料夾內含有 App 等資料夾。
3. 自解檔內的程式至於一資料夾內。
4. 自解檔其副檔名為『.paf.exe』格式。

## 外部連結
- OpenFoundry -- PortableAppsMenu - 繁中『PortableAppsMenu』的發源地 ～～ 自由軟體鑄造場。
- UPP中文官網
- PStart官網（页面存档备份，存于）

## 相關連結
- 綠色軟體
- 隨身碟選單